# Wiedrycz (przystanek kolejowy)
Wiedrycz (biał. Ведрыч, ros. Ведрич) – przystanek kolejowy w pobliżu miejscowości Zakraszynski Moch i Hałouki, w rejonie rzeczyckim, w obwodzie homelskim, na Białorusi. Leży na linii Homel - Łuniniec - Żabinka. Dawniej mijanka.
Nazwa pochodzi od pobliskiej rzeki Wiedrycz lub oddalonego o 5,2 km w linii prostej agromiasteczka Wiedrycz.